# Libellule mélancolique
Libellula luctuosa
Espèce
Statut de conservation UICN

 LC  : Préoccupation mineure
La libellule mélancolique (Libellula luctuosa) est une espèce de libellules faisant partie de la famille des Libellulidae. Elle est présente dans l'ensemble des États-Unis à l'exception des régions les plus élevées des Montagnes Rocheuses. Au Canada, elle est mentionnée dans les provinces de l'est (Nouvelle-Écosse, Québec et Ontario) et aussi dans la province du Manitoba .

## Description
L'adulte mesure entre 42 et 50 mm. Les ailes antérieures et postérieures possèdent des bandes noires débutant à la base des ailes et s'étendant jusqu'au nodus. Chez les mâles matures, des taches blanches s'ajouteront à la suite du nodus pour terminer juste avant le stigma. L'abdomen chez le mâle est de couleur foncée avec une légère pubescence blanchâtre sur la face dorsale. Chez la femelle et le mâle immature, l'abdomen est marqué  d'une ligne centrale noire bordée de deux lignes jaunes.

## Habitat
On retrouve Libellula luctuosa dans les étangs, gravières, lacs, mares et ruisseaux.

## Galerie

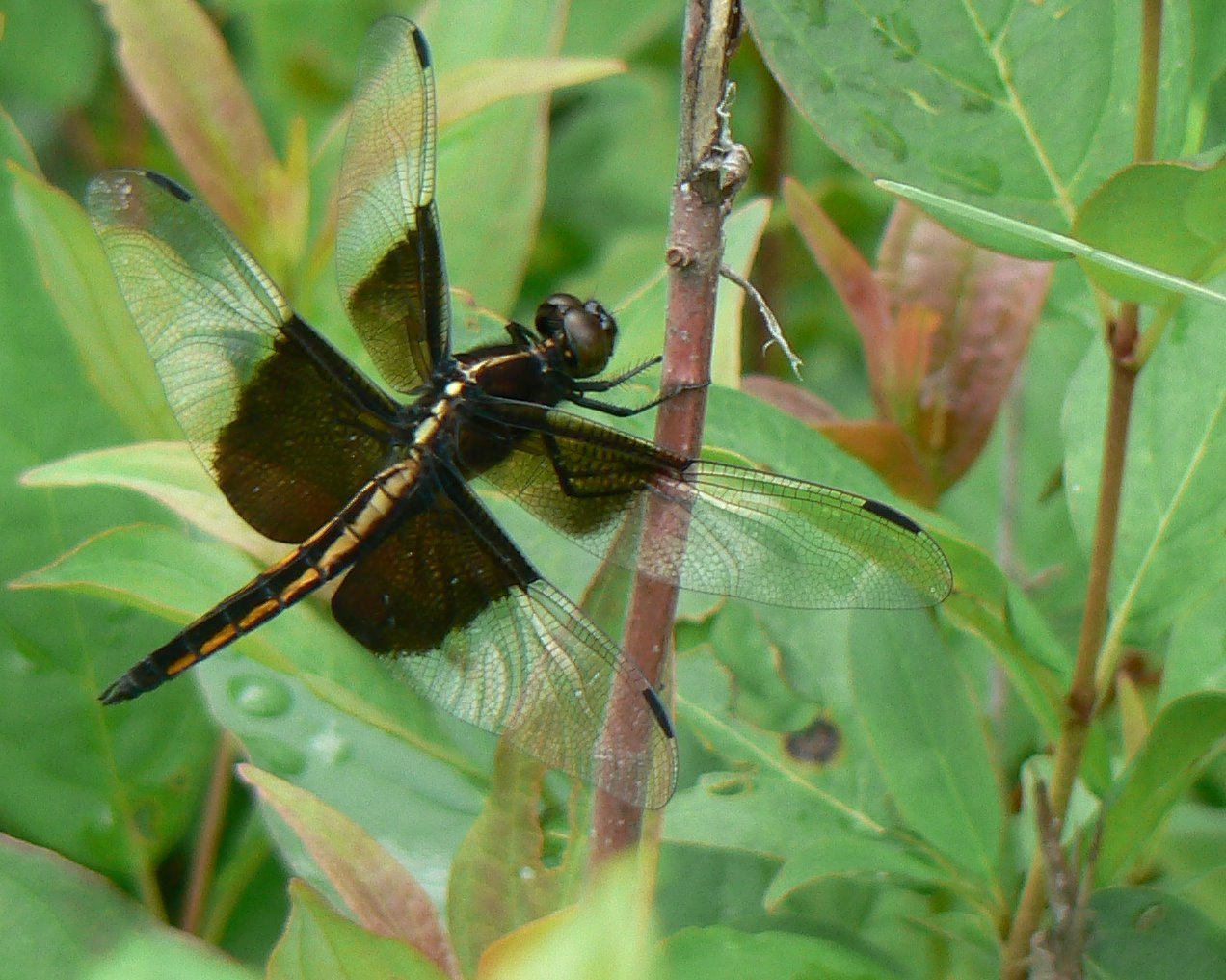
Femelle